# دایان پی اولئاری
دایان پی اولئاری (انگلیسی: Dianne P. O'Leary؛ زادهٔ ۲۰ نوامبر ۱۹۵۱) یک ریاضیدان و دانشمند رایانه آمریکایی است که تحقیقاتش در مورد علم محاسبه، جبر خطی عددی و تاریخچه محاسبات علمی است. او استاد برجسته دانشگاه مریلند، کالج پارک، و نویسنده کتاب محاسبات علمی با مطالعات موردی (SIAM، 2009) است.

## سنین جوانی و تحصیلات
اولئاری در ۲۰ نوامبر ۱۹۵۱ در شیکاگو به دنیا آمد. او در رشته ریاضیات در دانشگاه پردو در سال ۱۹۷۲ فارغ‌التحصیل شد و دکترای خود را در رشته علوم رایانه در دانشگاه استنفورد در سال ۱۹۷۶ به پایان رساند.

## حرفه
او پس از گرفتن سمت استادیاری در ریاضیات در دانشگاه میشیگان، در سال ۱۹۷۸ با انتصاب مشترک در علوم رایانه و موسسه علوم و فناوری فیزیکی به مریلند نقل مکان کرد. او همچنین در سال ۱۹۷۹ به پروژه ریاضیات کاربردی مریلند پیوست و در سال ۱۹۸۵ به عضویت موسسه مطالعات پیشرفته رایانه مریلند درآمد. او در سال ۲۰۱۴، بازنشسته، و در همان سال  استاد ممتاز دانشگاه شد.
از سال ۲۰۰۹ تا ۲۰۱۵ او سردبیر مجله اس‌آی‌ای‌ام در تحلیل ماتریس و کاربردها بود.

## افتخارات
دانشگاه واترلو در سال ۲۰۰۵ به اولئاری دکترای افتخاری داد. او در سال ۲۰۰۶  «به‌خاطر راهنمایی فعالیت‌ها و مشارکت در الگوریتم‌های عددی» به‌عنوان عضو انجمن ماشین‌های حسابگر انتخاب شد و در سال ۲۰۰۹ یکی از اعضای اولیه انجمن ریاضیات صنعتی و کاربردی (SIAM) معرفی شد.